# Kulm
Kulm là một huyện hành chính ở bang Aargau, Thụy Sĩ. Huyện này tọa lạc ở phía tây của hồ Hallwil và nằm trong một phần của các thung lũng Wyna và Suhre. Thị xã chính ở huyện là Unterkulm; đô thị lớn nhất là Reinach. Huyện này có 17 đô thị, rộng 101,35 km² và có tổng dân số 36.881 người (2006).

## Các đô thị

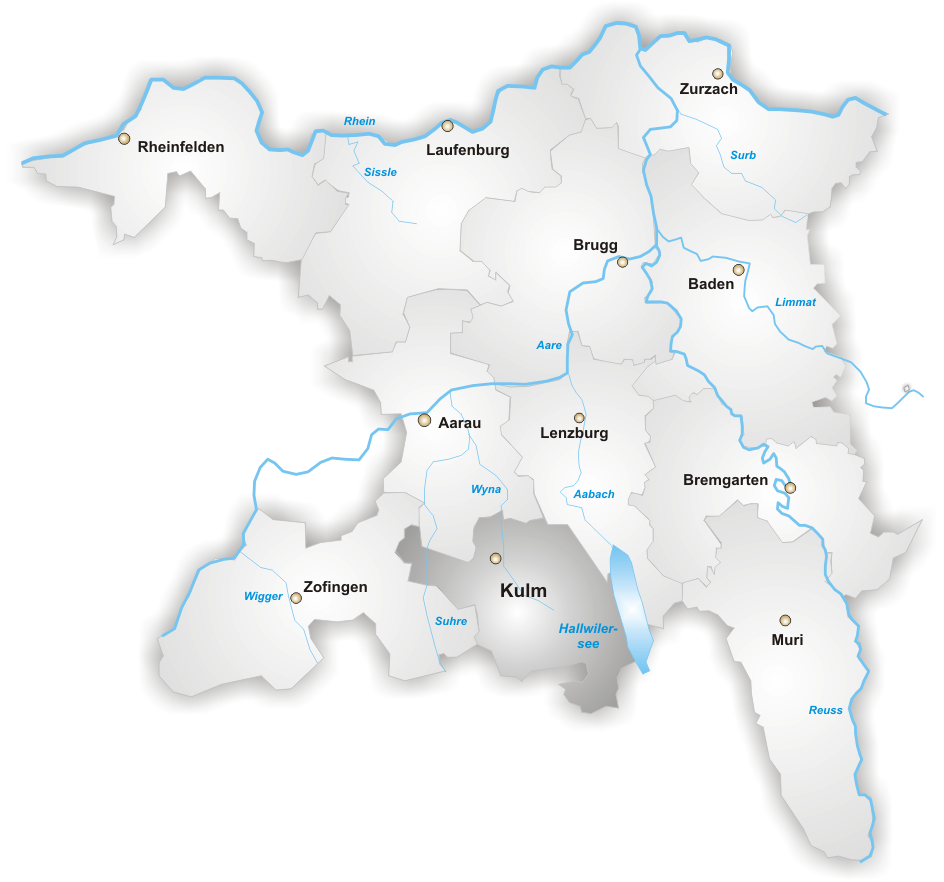
Bản đồ huyện

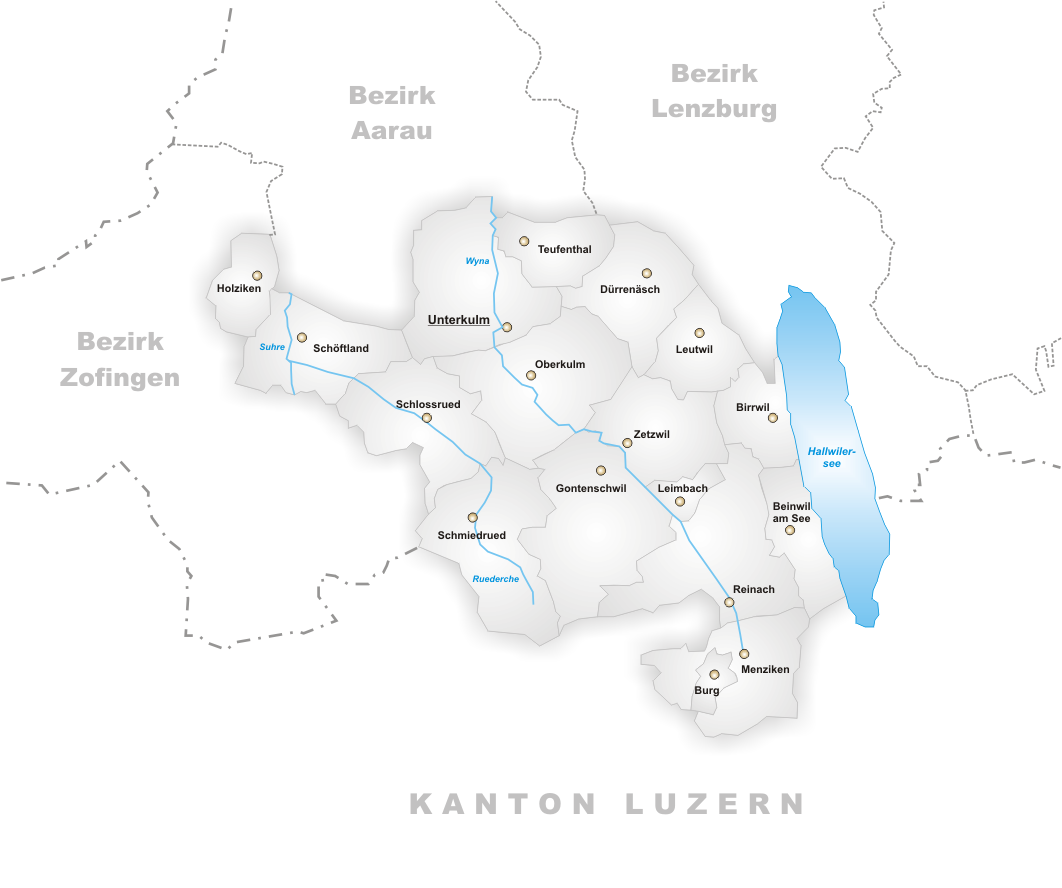
Bản đồ các đô thị

| Coat of arms   | Tên đô thị     | Dân số (31 tháng 12 năm 2006) | Diện tích (km²) |
| -------------- | -------------- | ----------------------------- | --------------- |
| Beinwil am See | Beinwil am See | 2701                          | 5,78            |
| Birrwil        | Birrwil        | 932                           | 5,53            |
| Burg           | Burg           | 969                           | 0.94            |
| Dürrenäsch     | Dürrenäsch     | 1121                          | 5,91            |
| Gontenschwil   | Gontenschwil   | 2101                          | 9,74            |
| Holziken       | Holziken       | 1162                          | 2,86            |
| Leimbach       | Leimbach       | 410                           | 1,14            |
| Leutwil        | Leutwil        | 718                           | 3,75            |
| Menziken       | Menziken       | 5416                          | 6,38            |
| Oberkulm       | Oberkulm       | 2382                          | 9,40            |
| Reinach        | Reinach        | 7703                          | 9,48            |
| Schlossrued    | Schlossrued    | 882                           | 7,25            |
| Schmiedrued    | Schmiedrued    | 1199                          | 8,65            |
| Schöftland     | Schöftland     | 3440                          | 6,28            |
| Teufenthal     | Teufenthal     | 1608                          | 3,57            |
| Unterkulm      | Unterkulm      | 2898                          | 8,88            |
| Zetzwil        | Zetzwil        | 1239                          | 5,81            |